# Piaski (Poznań)

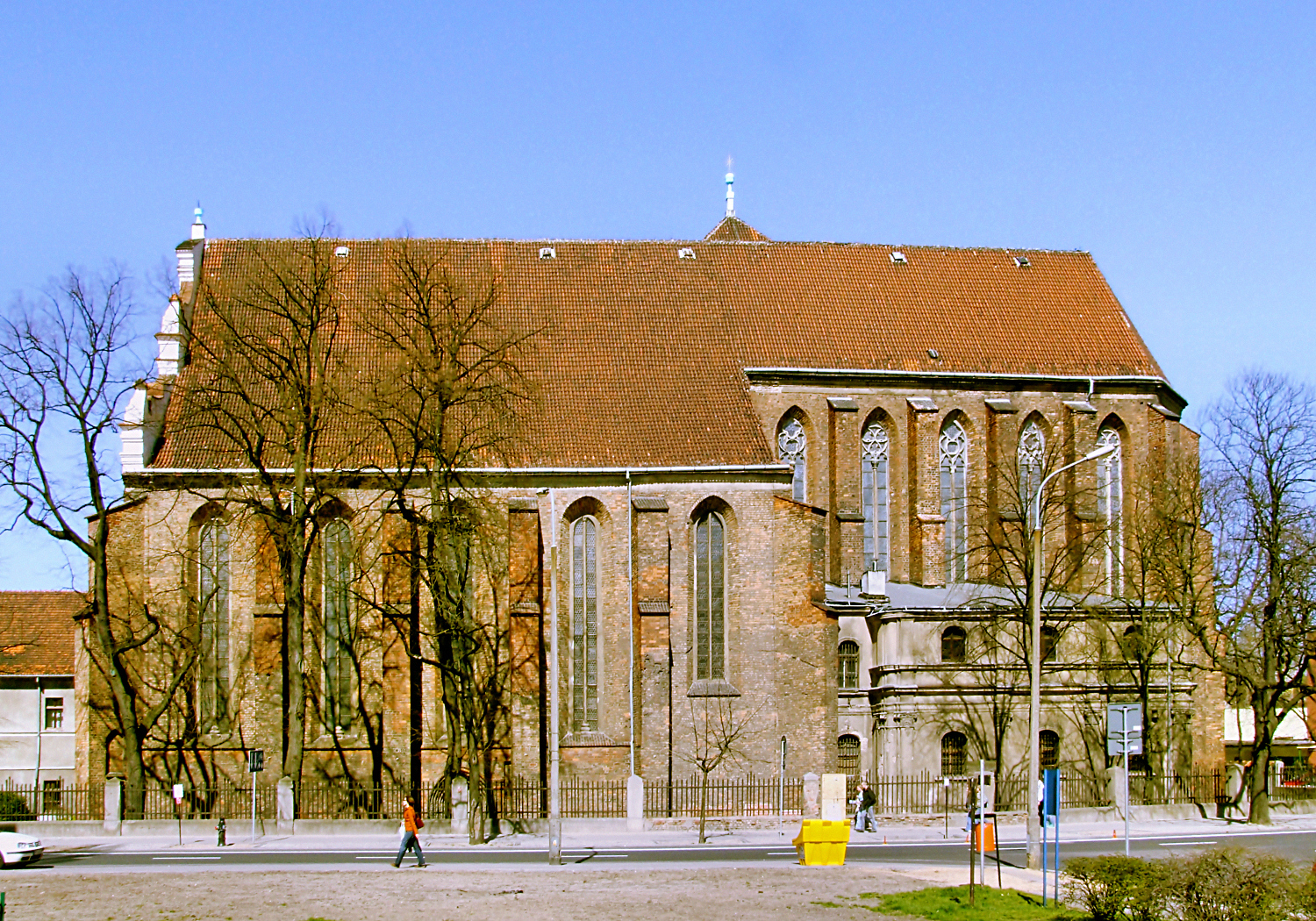
Kościół Bożego Ciała na Piaskach

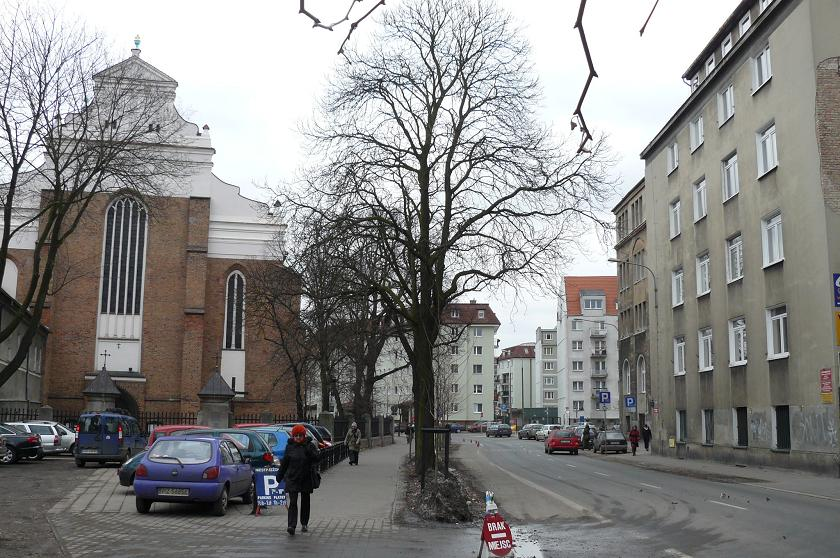
Piaski - ul. Krakowska

Piaski – historyczna część Poznania zlokalizowana w obrębie Rybaków i Garbar (głównie ul. Łąkowa, część Krakowskiej i Strzeleckiej). Obecnie nazwa Piaski zanika – teren ten uważa się potocznie za Rybaki.

## Historia
W średniowieczu osada Piaski leżała na południowy wschód od murów miejskich Poznania, nad zakolem Warty (tzw. Starą Rzeką) i Strugi Karmelickiej (Karmelitańskiej). Był to rejon obecnej ulicy Łąkowej. W tamtych czasach do Piasków należały prawdopodobnie Rybaki, Czapniki i osada Gąska (dwie ostatnie nie istnieją).
W 1399 Władysław Jagiełło lokował na południe od Piasków karmelitów trzewiczkowych (kościół Bożego Ciała). Przed 1421 założono tutaj cmentarz miejski, kościół pod wezwaniem Wszystkich Świętych i hospicjum dla podróżnych. W 1455 mieszczanie poznańscy ufundowali klasztor Bernardynów pod wezwaniem św. Bernardyna ze Sieny.
Podobnie, jak w przypadku Rybaków, znacząca przebudowa dzielnicy nastąpiła na przełomie XIX i XX w. Wtedy to zabudowano ten teren okazałymi 4- i 5-piętrowymi kamienicami w duchu secesji i historyzmu.
Najważniejszym zabytkiem na terenie Piasków jest gotycki Kościół Bożego Ciała. W kamienicy przy ul. Krakowskiej 30 mieszkał i tworzył w latach 1929–1981 Józef Krzyżański - kapista. Upamiętnia go tablica pamiątkowa projektu Józefa Petruka.

## Gospodarka
Dzielnica obecnie ma charakter mieszkalno-usługowy. Piaski, podobnie jak Rybaki, zachowały dotąd indywidualny charakter i nie podlegały znaczącym modernizacjom. Najbardziej malownicze są okolice kościoła Bożego Ciała.